# Chanteloup (Deux-Sèvres)
Chanteloup és un municipi francès situat al departament de Deux-Sèvres i a la regió de la Nova Aquitània. L'any 2007 tenia 973 habitants.

## Demografia

### Població
El 2007 la població de fet de Chanteloup era de 973 persones. Hi havia 366 famílies de les quals 72 eren unipersonals (20 homes vivint sols i 52 dones vivint soles), 133 parelles sense fills, 149 parelles amb fills i 12 famílies monoparentals amb fills.
La població ha evolucionat segons el següent gràfic:
Habitants censats

### Habitatges
El 2007 hi havia 420 habitatges, 380 eren l'habitatge principal de la família, 19 eren segones residències i 20 estaven desocupats. 414 eren cases i 5 eren apartaments. Dels 380 habitatges principals, 303 estaven ocupats pels seus propietaris, 72 estaven llogats i ocupats pels llogaters i 6 estaven cedits a títol gratuït; 1 tenia una cambra, 12 en tenien dues, 50 en tenien tres, 87 en tenien quatre i 230 en tenien cinc o més. 347 habitatges disposaven pel capbaix d'una plaça de pàrquing. A 161 habitatges hi havia un automòbil i a 202 n'hi havia dos o més.

### Piràmide de població
La piràmide de població per edats i sexe el 2009 era:
| Homes | Edats   | Dones |
| ----- | ------- | ----- |
| 4     | 95 o +  | 0     |
| 0     | 90 a 94 | 8     |
| 4     | 85 a 89 | 4     |
| 4     | 80 a 84 | 12    |
| 20    | 75 a 79 | 24    |
| 24    | 70 a 74 | 28    |
| 20    | 65 a 69 | 20    |
| 24    | 60 a 64 | 24    |
| 12    | 55 a 59 | 12    |
| 24    | 50 a 54 | 28    |
| 36    | 45 a 49 | 28    |
| 44    | 40 a 44 | 60    |
| 24    | 35 a 39 | 32    |
| 20    | 30 a 34 | 20    |
| 24    | 25 a 29 | 28    |
| 32    | 20 a 24 | 32    |
| 44    | 15 a 19 | 48    |
| 40    | 10 a 14 | 32    |
| 24    | 5 a 9   | 16    |
| 24    | 0 a 4   | 16    |

## Economia
El 2007 la població en edat de treballar era de 607 persones, 455 eren actives i 152 eren inactives. De les 455 persones actives 421 estaven ocupades (242 homes i 179 dones) i 34 estaven aturades (8 homes i 26 dones). De les 152 persones inactives 59 estaven jubilades, 37 estaven estudiant i 56 estaven classificades com a «altres inactius».

### Ingressos
El 2009 a Chanteloup hi havia 386 unitats fiscals que integraven 989,5 persones, la mediana anual d'ingressos fiscals per persona era de 16.352 €.

### Activitats econòmiques
Dels 28 establiments que hi havia el 2007, 1 era d'una empresa extractiva, 1 d'una empresa de fabricació d'altres productes industrials, 11 d'empreses de construcció, 4 d'empreses de comerç i reparació d'automòbils, 1 d'una empresa d'hostatgeria i restauració, 2 d'empreses immobiliàries, 3 d'empreses de serveis, 2 d'entitats de l'administració pública i 3 d'empreses classificades com a «altres activitats de serveis».
Dels 11 establiments de servei als particulars que hi havia el 2009, 2 eren paletes, 2 guixaires pintors, 5 fusteries, 1 perruqueria i 1 restaurant.
L'any 2000 a Chanteloup hi havia 45 explotacions agrícoles que ocupaven un total de 1.150 hectàrees.

## Equipaments sanitaris i escolars
El 2009 hi havia 2 escoles elementals.

## Poblacions més properes
El següent diagrama mostra les poblacions més properes.